# 猫爬架

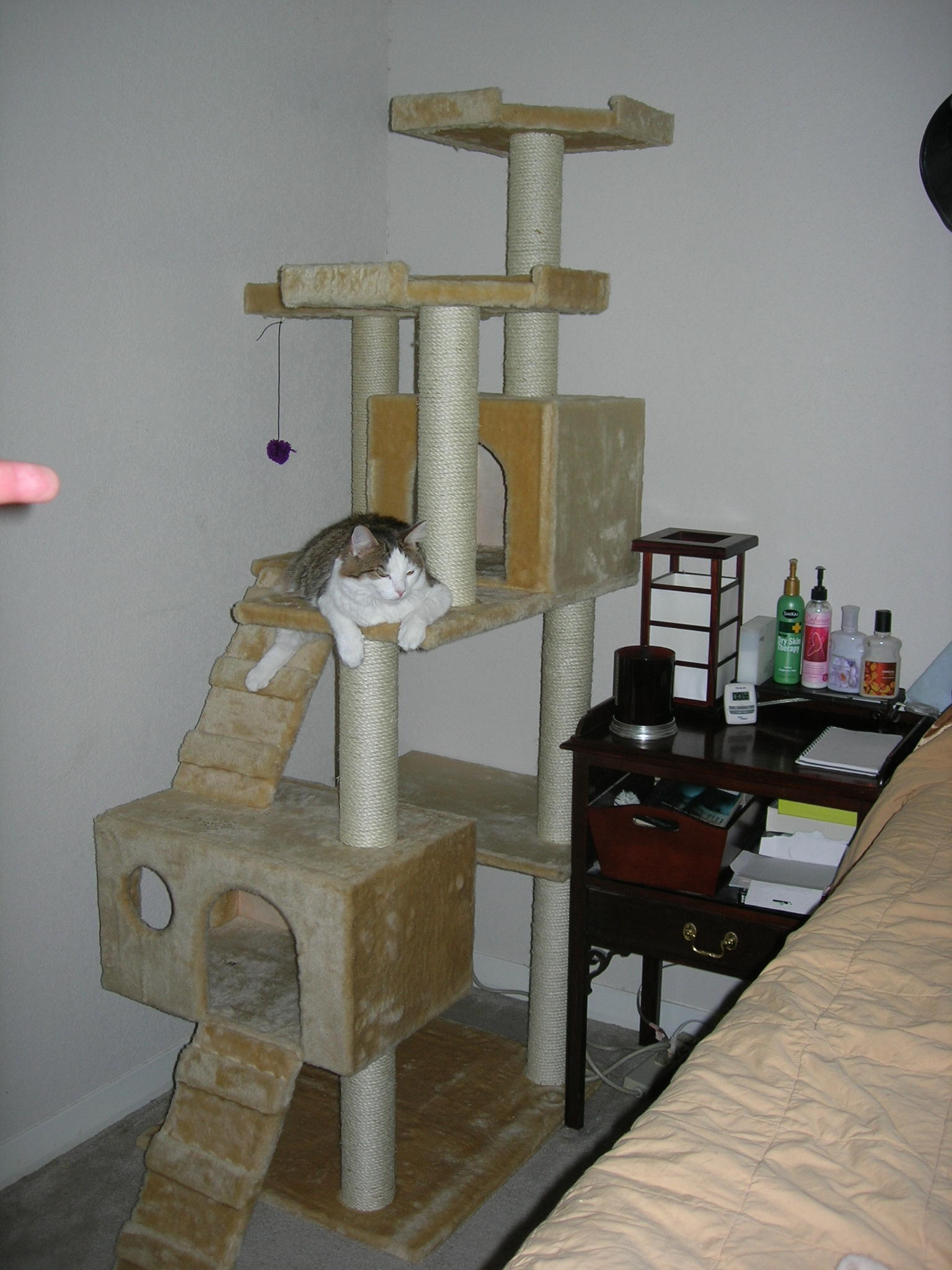
一個典型的貓爬架

猫爬架（或稱貓樹、貓跳台）是一種寵物用品，外觀通常為小型多層建築物結構，主要功能為讓寵物貓能有玩樂、運動、休息的空間。

## 貓爬架的產生
貓在5000年前就開始被人類馴養，但是隨著人類文明發展，人們開始群居於狹小的都市，寵物貓們也失去了活動的空間。据说猫爬架是一个美国的动物学者在20世纪初为了治疗日益严重的猫憂鬱症而发明的，目的是让猫有一个活动的自由空间。

## 構造及用途
貓爬架的基本構造一定是多層結構，這是為了滿足貓喜歡待在高處，能看清周圍環境的天性。通常貓爬架是由木頭製作而成並覆蓋地毯，柱狀結構則覆蓋天然的草质麻绳，麻绳的气味可以让猫回归自然。這主要是為了吸引貓在上面磨爪，防止貓破壞其他家中物品。有些較大的貓爬架會有小型房間的設計，讓貓能躲在裡面，滿足其安全感。通常貓爬架也會設置玩具，像是懸掛的球，提供貓嬉戲運動。

## 生活中的猫爬架
在欧美国家，饲养宠物猫是高度普及的，因此猫爬架已不仅仅是一种宠物用品和玩具，而早已成为家居生活的一部分，與家庭的格调、装饰风格融为一体，成为不可或缺的一部分。

## 圖片

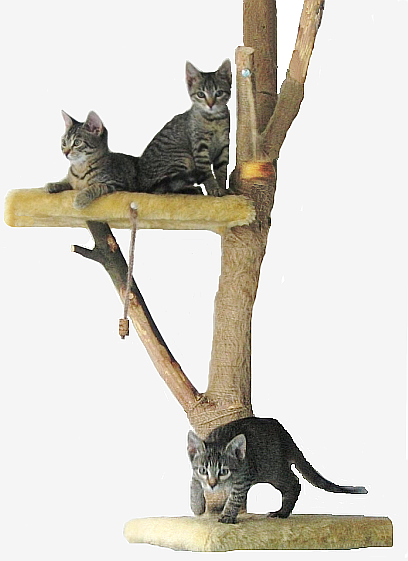
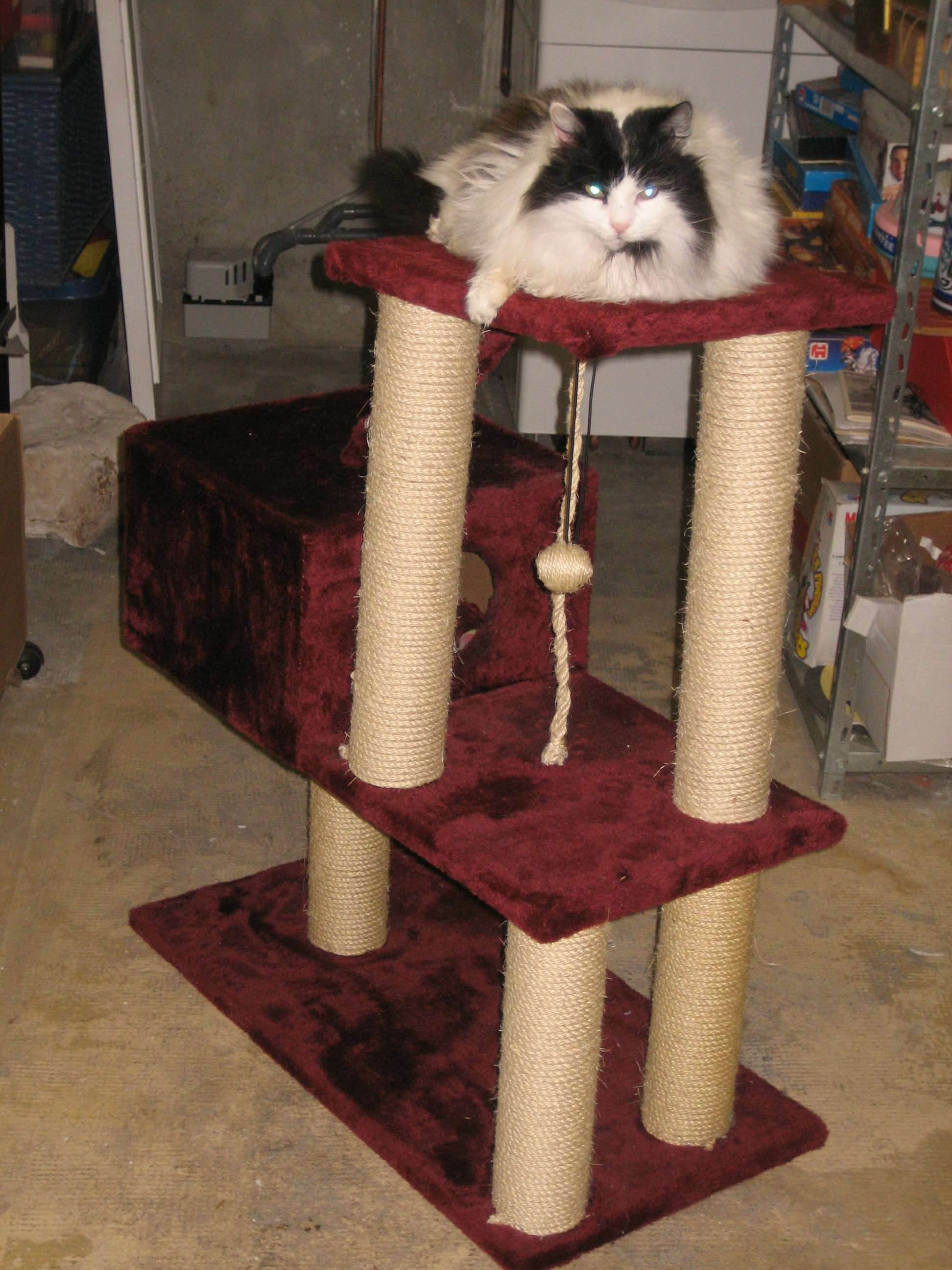
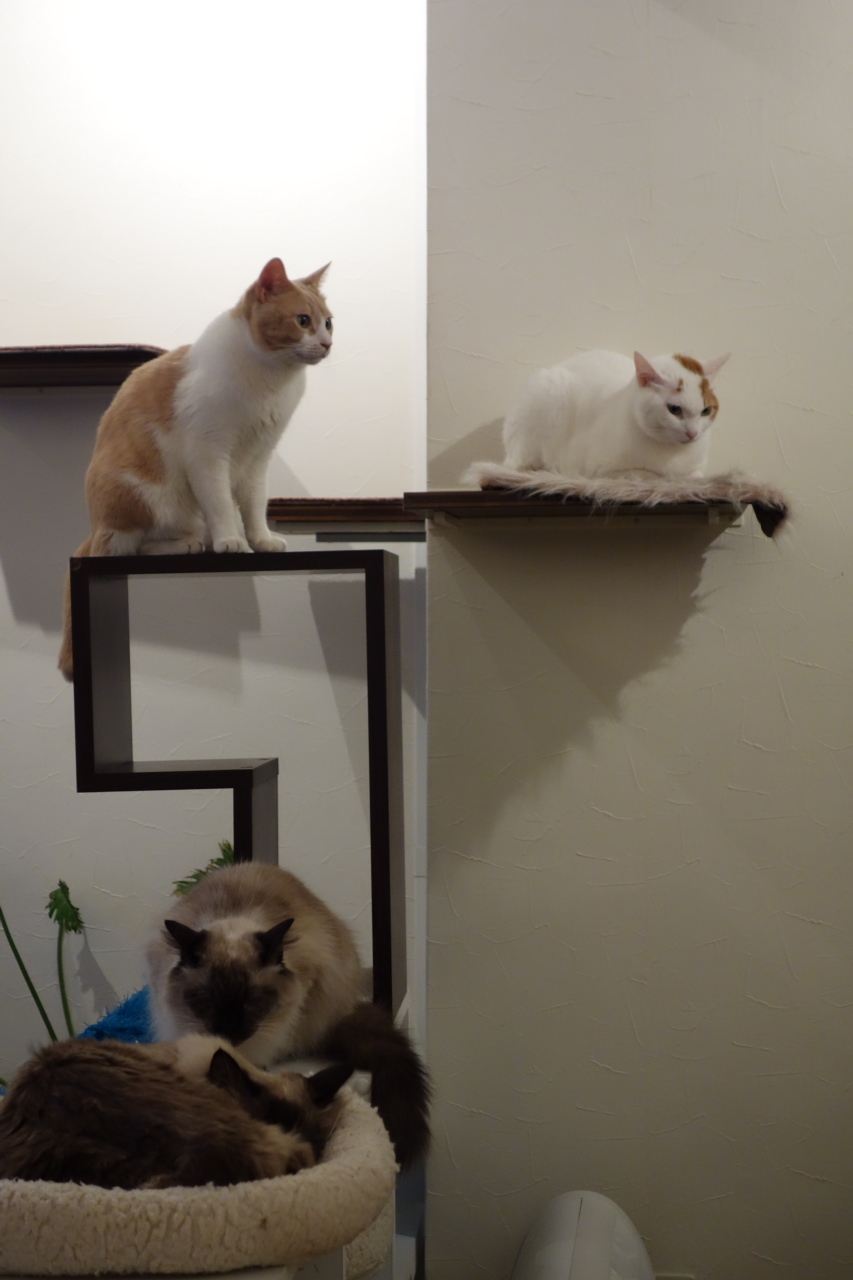